# Consenvoye
Consenvoye – miejscowość i gmina we Francji, w regionie Grand Est, w departamencie Moza.
Według danych na rok 1990 gminę zamieszkiwało 280 osób, a gęstość zaludnienia wynosiła 18 osób/km² (wśród 2335 gmin Lotaryngii Consenvoye plasuje się na 769. miejscu pod względem liczby ludności, natomiast pod względem powierzchni na miejscu 317.).